# Kota Baru Santan
Kota Baru Santan is een bestuurslaag in het regentschap Lebong van de provincie Bengkulu, Indonesië. Kota Baru Santan telt 608 inwoners (volkstelling 2010).